# Jeannie Bell
Jeannie Bell, all'anagrafe Annie Lee Morgan (St. Louis, 23 novembre 1943), è un'attrice e modella statunitense.
È stata Playmate del mese nell'ottobre 1969. Ha interpretato film appartenenti al genere blaxploitation, quali Black Gunn, Polizia investigativa femminile e Trouble Man. Inoltre ha interpretato il ruolo di Diane in Mean Streets di Martin Scorsese.

## Biografia
Cresciuta a Houston, in Texas, la Bell si laureò alla Texas Southern University. È stata una delle prime donne afroamericane a partecipare a Miss Pageant Texas. Nell'ottobre del 1969 fu la seconda modella afroamericana ad apparire sul celebre paginone centrale della rivista per soli uomini Playboy, venendo eletta playmate del mese.
La carriera cinematografica della Bell iniziò nel 1972, quando interpretò una piccola parte nel film drammatico Melinda. Nel 1970 era già apparsa in cinque episodi della serie televisiva The Beverly Hillbillies. Nel 1972 fu scelta da Martin Scorsese per interpretare una ballerina in Mean Streets. In seguito recitò in molti film blaxploitation, divenendo una delle attrici di punta del genere.
Nel dicembre 1979 tornò a posare nuda per Playboy.

## Filmografia

### Cinema
- Melinda, regia di Hugh A. Robertson (1972)
- Detective g (Trouble Man), regia di Ivan Dixon (1972)
- Trouble Man, regia di Ivan Dixon (1972)
- Pistola nera - spara senza pietà (Black Gunn), regia di Robert Hartford-Davis (1972)
- Mean Streets - Domenica in chiesa, lunedì all'inferno (Mean Streets), regia di Martin Scorsese (1973)
- TNT Jackson - La furia di Harlem (TNT Jackson), regia di Cirio H. Santiago (1974)
- Polizia investigativa femminile (Policewomen), regia di Lee Frost (1974)
- Dinamite agguato pistola (Three the Hard Way) (1974)
- Negro es un bello color, regia di Julián Soler (1974)
- L'uomo del Klan (The Klansman), regia di Terence Young (1974)
- Jackpot, regia di Terence Young (1975)
- Disco 9000, regia di D'Urville Martin (1977)
- The Muthers, regia di Cirio H. Santiago (1976)
- Casanova & Company (Casanova & Co.), regia di Franz Antel (1977)
- I ragazzi del coro (The Choirboys ), regia di Robert Aldrich (1977)

### Televisione
- The Beverly Hillbillies – serie TV, 5 episodi (1970)
- Sanford and Son – serie TV, 1 episodio (1973)
- Ironside – serie TV, 1 episodio (1973)
- Pepper Anderson - Agente speciale (Police Woman) – serie TV, 1 episodio (1974)
- That's My Mama – serie TV, 1 episodio (1974)
- Kolchak: The Night Stalker – serie TV, 1 episodio (1974)
- Baretta – serie TV, 1 episodio (1977)
- Starsky & Hutch – serie TV, 1 episodio (1977)